# NGC 3810
NGC 3810 ist eine Spiralgalaxie mit ausgedehnten Sternentstehungsgebieten vom Hubble-Typ Sc im Sternbild Löwe nördlich der Ekliptik. Sie ist rund 41 Millionen Lichtjahre von der Milchstraße entfernt und hat einen Durchmesser von etwa 60.000 Lichtjahren. Die Lage und Entfernung des Objekts lässt auf eine Mitgliedschaft zum Virgo-Haufen schließen.
Die Typ-Ic-Supernovae SN 1997dq und SN 2000ew wurden hier beobachtet.

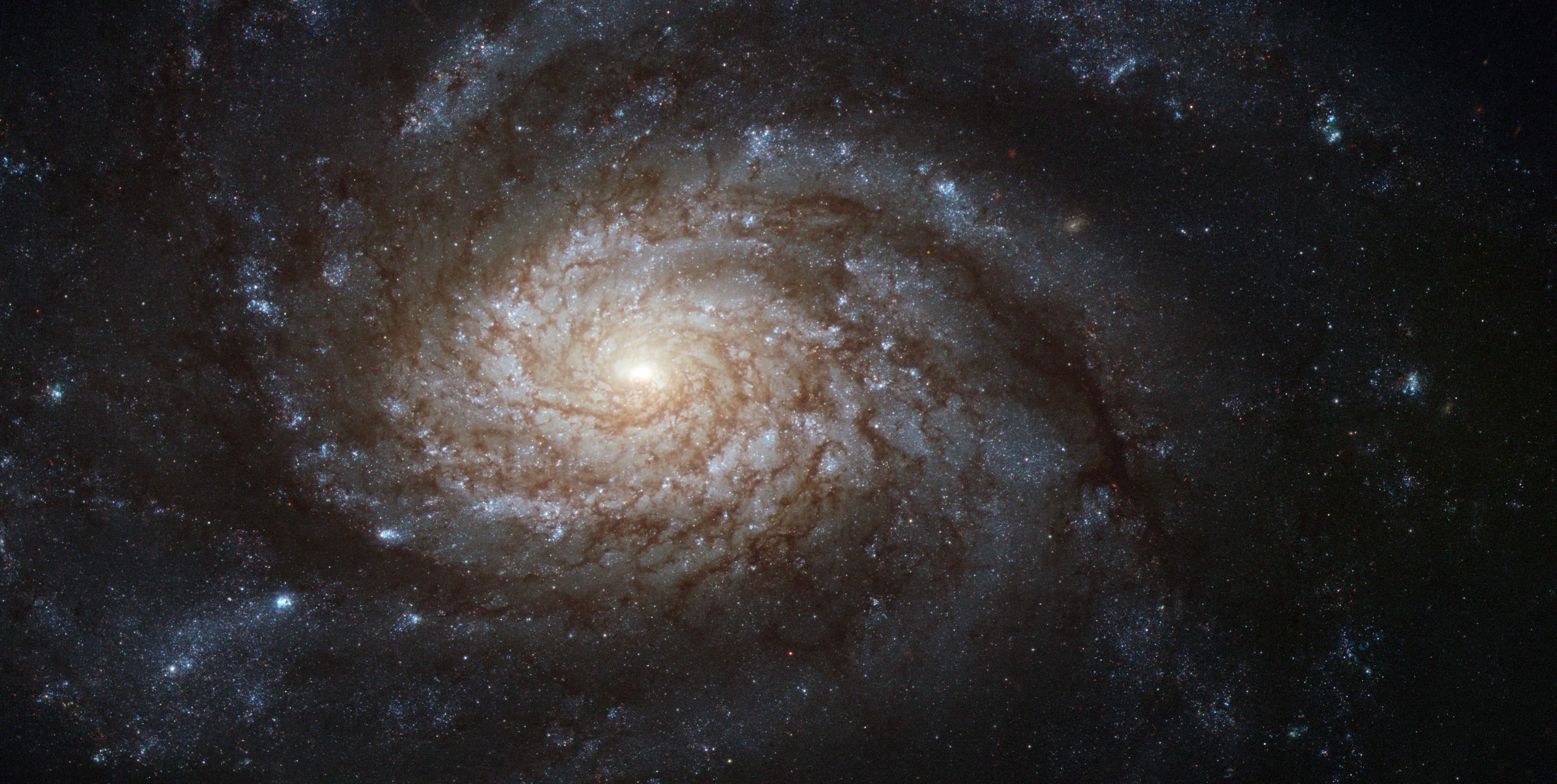
Hochaufgelöste Aufnahme des Zentrums von NGC 3810, erstellt mithilfe des Hubble-Weltraumteleskops

Das Objekt wurde am 15. März 1784 von dem deutsch-britischen Astronomen Wilhelm Herschel entdeckt.